# Capim (kommun i Brasilien)
Capim är en kommun i Brasilien.   Den ligger i delstaten Paraíba, i den östra delen av landet, 1 700 km nordost om huvudstaden Brasília. Antalet invånare är 5 601. Arean är 78 kvadratkilometer.
Terrängen i Capim är huvudsakligen platt.
Omgivningarna runt Capim är en mosaik av jordbruksmark och naturlig växtlighet. Runt Capim är det ganska tätbefolkat, med 80 invånare per kvadratkilometer.